# Thimmamma Marrimanu

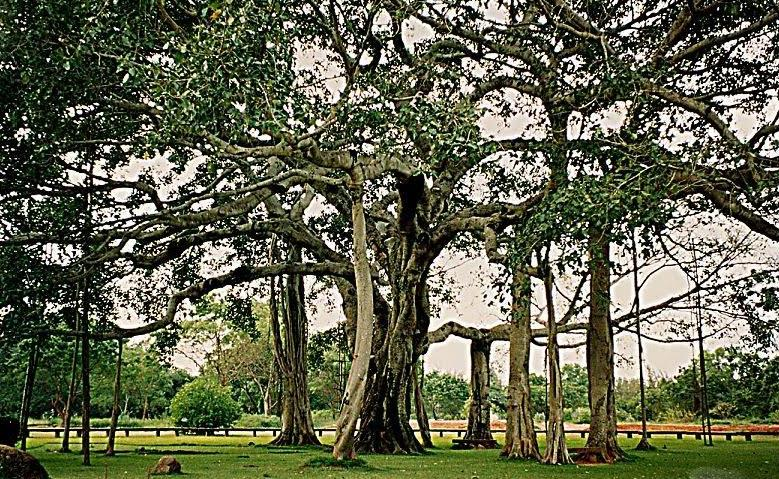
Thimmamma Marrimanu.

Thimmamma Marrimanu là một cây đa ở Anantapur, nằm khoảng 25 km từ Kadiri, Andhra Pradesh, Ấn Độ. Nó có lẽ là một mẫu vật của Ficus benghalensis. Trong tiếng Telugu, "marri" biểu thị "cây đa" và "manu" nghĩa là "cây". Tán của nó rộng 19.107 m2 (4,721 acres),  và nó đã được ghi nhận là mẫu cây lớn nhất thế giới trong sách kỷ lục Guinness vào năm 1989.

## Truyền thuyết
Một tài liệu tiếng Telugu bảo quản tại các đền thờ nói rằng con gái của một cặp vợ chồng Settibalija, những người có tên là Sennakka Venkatappa và Mangamma, được sinh ra vào năm 1394. [cần dẫn nguồn] Cô kết hôn Bala Veerayya, qua đời năm 1434, và Thimmamma thực hiện sati. Cô là một phụ nữ chỉ tận tụy phục vụ người chồng ốm yếu của mình. Cây này được cho là nơi cô được đưa lên giàn hỏa thiêu. Cụ thể, người ta tin rằng cực đông bắc của giàn thiêu phát triển thành cây này.

## Ý nghĩa tôn giáo
Một ngôi đền nhỏ dành cho Thimmamma là bên dưới cây. Các cư dân của khu vực này tin tưởng mạnh mẽ rằng nếu một cặp vợ chồng vô sinh thờ cúng Thimmamma họ sẽ sinh con trong năm tới. Một Jatara lớn được tiến hành tại Thimmamma vào ngày lễ hội Shivaratri, khi hàng ngàn đổ về các cây để thờ nó.

## Kỷ lục
Các cây lần đầu tiên được nhận thấy và tiết lộ cho thế giới bởi Regret Iyer (Sathyanarayana Iyer), một nhà báo tự do và nhiếp ảnh gia từ Bangalore, Karnataka, Ấn Độ. Sau đó, ông đã làm tất cả những nỗ lực để có cây ghi vào sách kỷ lục Guinness World Records. Tên của ông đã được đưa vào sách kỷ lục nhờ đóng góp này.